# Championnat du monde de hockey sur glace 1963
Navigation
États-Unis 1962 Finlande 1965
Le trentième championnat du monde  de hockey sur glace et par la même occasion le quarante et unième  championnat d’Europe a eu lieu du 7 au 17 mars 1963 dans la ville de Stockholm en  Suède.

## Contexte
Ce championnat fait suite au championnat de 1962 qui a eu lieu dans le Colorado aux États-Unis  et qui a surtout été marqué par le boycott des nations du bloc de l’Est dans le contexte de la guerre froide.
Avec 21 nations participant, la formule du championnat se calque sur celle de 1961. Ainsi, il est décidé de prendre la base des résultats de 1961 pour établir les différents groupes.
Les résultats de ces championnats du monde servent pour déterminer les nations qualifiées pour les Jeux olympiques d'hiver de 1964 avec seulement 16 équipes qui seront qualifiées.

## Championnat A
L’URSS a gagné le championnat A et c’est alors le premier titre d’une série de neuf médailles d’or. L’URSS a largement profité des problèmes d’amateurisme liés au championnat du monde. En effet, alors que les joueurs des pays de l’Est exercent tous officiellement des métiers en dehors de la glace (bien souvent policier ou soldat), les meilleurs joueurs nord-américains sont quasiment tous issus des deux ligues principales et professionnelles : la Ligue nationale de hockey et l’Association mondiale de hockey.

### Résultats
| 7 mars - Tchécoslovaquie 10 – 1 Allemagne fédérale - URSS 6 – 1 Finlande - Suède 5 – 1 Allemagne de l'Est 8 mars - Canada 6 – 0 Allemagne fédérale - Finlande 11 – 3 États-Unis - Suède 2 – 1 URSS 9 mars - Canada 11 – 5 Allemagne de l'Est - Tchécoslovaquie 10 – 1 États-Unis 10 mars - URSS 15 – 3 Allemagne fédérale - Tchécoslovaquie 8 – 3 Allemagne de l'Est - Suède 4 – 0 Finlande 11 mars - Finlande 4 – 4 Allemagne fédérale - Canada 10 – 4 États-Unis 12 mars - URSS 12 – 0 Allemagne de l'Est - Tchécoslovaquie 4 – 4 Canada - Suède 17 – 2 États-Unis | 13 mars - Finlande 0 – 1 Allemagne de l'Est - Suède 10 – 2 Allemagne fédérale 14 mars - États-Unis 8 – 4 Allemagne fédérale - URSS 3 – 1 Tchécoslovaquie - Canada 12 – 2 Finlande 15 mars - URSS 9 – 0 États-Unis - Tchécoslovaquie 5 – 2 Finlande - Suède 4 – 1 Canada 16 mars - Allemagne de l'Est 3 – 4 Allemagne fédérale 17 mars - États-Unis 3 – 3 Allemagne de l'Est - Suède 2 – 3 Tchécoslovaquie - URSS 4 – 2 Canada |

### Classement
| #      | Équipe             | PJ | V | N | D | BP | BC | Diff | Pts |
| ------ | ------------------ | -- | - | - | - | -- | -- | ---- | --- |
| Or     | Union soviétique   | 7  | 6 | 0 | 1 | 50 | 9  | +41  | 12  |
| Argent | Suède              | 7  | 6 | 0 | 1 | 44 | 10 | +34  | 12  |
| bronze | Tchécoslovaquie    | 7  | 5 | 1 | 1 | 41 | 16 | +25  | 11  |
| 4      | Canada             | 7  | 4 | 1 | 2 | 46 | 23 | +23  | 9   |
| 5      | Finlande           | 7  | 1 | 1 | 5 | 20 | 35 | -15  | 3   |
| 6      | Allemagne de l'Est | 7  | 1 | 1 | 5 | 16 | 43 | -27  | 3   |
| 7      | États-Unis         | 7  | 1 | 1 | 5 | 21 | 64 | -43  | 3   |
| 8      | Allemagne fédérale | 7  | 1 | 1 | 5 | 18 | 56 | -38  | 3   |

|        | Équipe             |
| ------ | ------------------ |
| Or     | URSS               |
| Argent | Suède              |
| bronze | Tchécoslovaquie    |
| 4      | Finlande           |
| 5      | Allemagne de l'Est |
| 6      | Allemagne fédérale |

Toutes les équipes du Groupe A sont qualifiées pour les Jeux olympiques d'hiver à l'exception des deux sélections allemandes qui doivent s'affronter pour déterminer celle qui fera partie de la délégation allemande unique.

### Composition de l'URSS
L'équipe soviétique est alors composée des joueurs suivants :
- Viktor Konovalenko et Boris Zaïtsev (gardiens),
- Edouard Ivanov, Aleksandr Ragouline, Nikolaï Sologoubov, Viktor Kouzkine, Vitali Davydov (défenseurs),
- Vladimir Iourzinov, Veniamin Aleksandrov, Aleksandr Almetov, Boris Maïorov, Ievgueni Maïorov, Viatcheslav Starchinov, Stanislav Petoukhov, Viktor Iakouchev, Iouri Volkov, Iouri Paramochkine (attaquants).

L'équipe est entraînée par Anatoli Tarassov et Arkadi Tchernychev.

## Championnat B

### Résultats des matchs
| 7 mars - Suisse 8 – 0 Grande-Bretagne - Pologne 3 – 4 Roumanie 8 mars - Norvège 8 – 2 France - Suisse 8 – 1 Yougoslavie - Roumanie 8 – 1 Grande-Bretagne 9 mars - Norvège 2 – 6 Pologne - Yougoslavie 7 – 3 France 10 mars - Suisse 4 – 4 Roumanie - Pologne 10 – 0 Grande-Bretagne 11 mars - Suisse 5 – 0 France - Roumanie 7 – 4 Yougoslavie - Norvège 9 – 2 Grande-Bretagne | 12 mars - Pologne 10 – 1 France - Norvège 7 – 3 Yougoslavie 13 mars - Suisse 2 – 1 Pologne 14 mars - Roumanie 5 – 0 France - Yougoslavie 4 – 2 Grande-Bretagne - Norvège 4 – 1 Suisse 16 mars - Pologne 22 – 4 Yougoslavie - France 8 – 3 Grande-Bretagne - Norvège 5 – 1 Roumanie |

### Classement
| # | Équipe          | PJ | V | N | D | BP | BC | Diff | Pts |
| - | --------------- | -- | - | - | - | -- | -- | ---- | --- |
| 1 | Norvège         | 6  | 5 | 0 | 1 | 35 | 15 | +20  | 10  |
| 2 | Suisse          | 6  | 4 | 1 | 1 | 28 | 10 | +18  | 9   |
| 3 | Roumanie        | 6  | 4 | 1 | 1 | 29 | 17 | +12  | 9   |
| 4 | Pologne         | 6  | 4 | 0 | 2 | 52 | 13 | +39  | 8   |
| 5 | Yougoslavie     | 6  | 2 | 0 | 4 | 23 | 49 | -26  | 4   |
| 6 | France          | 6  | 1 | 0 | 5 | 14 | 38 | -24  | 2   |
| 7 | Grande-Bretagne | 6  | 0 | 0 | 6 | 8  | 47 | -39  | 0   |

Les cinq premières équipes du championnat B sont qualifiées pour les épreuves Olympiques de 1964 à Innsbruck en  Autriche.

## Championnat C

### Résultats des matchs
| 7 mars - Hongrie 25 – 1 Belgique - Autriche 13 – 2 Danemark 8 mars - Bulgarie 3 – 3 Pays-Bas 9 mars - Autriche 3 – 1 Hongrie 10 mars - Bulgarie 7 – 3 Belgique - Danemark 4 – 1 Pays-Bas 11 mars - Autriche 13 – 2 Pays-Bas | 12 mars - Hongrie 10 – 3 Danemark - Autriche 30 – 0 Belgique 13 mars - Danemark 5 – 4 Bulgarie - Pays-Bas 13 – 1 Belgique 14 mars - Autriche 3 – 2 Bulgarie 15 mars - Hongrie 13 – 2 Pays-Bas - Danemark 8 – 3 Belgique 16 mars - Hongrie 8 – 3 Bulgarie |

### Classement
| # | Équipe   | PJ | V | N | D | BP | BC | Diff | Pts |
| - | -------- | -- | - | - | - | -- | -- | ---- | --- |
| 1 | Autriche | 5  | 5 | 0 | 0 | 62 | 7  | +55  | 10  |
| 2 | Hongrie  | 5  | 4 | 0 | 1 | 57 | 12 | +45  | 8   |
| 3 | Danemark | 5  | 3 | 0 | 2 | 22 | 31 | -9   | 6   |
| 4 | Bulgarie | 5  | 1 | 1 | 3 | 19 | 22 | -3   | 3   |
| 5 | Pays-Bas | 5  | 1 | 1 | 3 | 21 | 34 | -13  | 3   |
| 6 | Belgique | 5  | 0 | 0 | 5 | 8  | 83 | -75  | 0   |

Le vainqueur du Groupe C se qualifie pour les Jeux. Cependant, l'Autriche étant qualifiée en tant que pays organisateur des JO d'hiver 1964, c'est la Hongrie qui hérite de la place.

### Sources
- (de) Cet article est partiellement ou en totalité issu de l’article de Wikipédia en allemand intitulé « Eishockey-Weltmeisterschaft 1963 » (voir la liste des auteurs).
- Championnat du monde 1963 sur hockeyarchives.info